# Crocota niveata
Crocota niveata ist ein Schmetterling (Nachtfalter) aus der Familie der Spanner (Geometridae).

## Merkmale

### Falter
Die Flügelspannweite der Männchen beträgt 26 bis 30 Millimeter, diejenige der kleineren  Weibchen 23 bis 26 Millimeter. Sämtliche Flügel haben eine zumeist leuchtend weiße Farbe und sind praktisch zeichnungslos. Die Fransen schimmern seidig weiß. Nur gelegentlich erscheinen grauweiße Exemplare. Die Fühler der Männchen sind beidseitig gekämmt, diejenigen der Weibchen sind schwach sägezähnig.

### Ei
Das Ei hat zunächst eine gelbe Farbe, die sich später in rötlich wandelt.

### Raupe
Erwachsene Raupen wirken sehr gedrungen und haben eine braune Färbung. Rücken- und Nebenrückenlinien sind schwarz und unterbrochen, die breiten, schwarzen, nicht unterbrochenen Seitenbinden sind gelb gesäumt.

### Puppe
Die Puppe ist schlank, rotbraun gefärbt und zeigt zwei kurze divergierende Borsten am kegelförmigen Kremaster.

### Ähnliche Arten
Der ebenfalls weiß gefärbte Hartheu-Spanner (Siona lineata) ist wesentlich größer (35 bis 45 Millimeter Flügelspannweite) und hat eine dunkle Äderung insbesondere auf der Flügelrückseite. Außerdem besitzt diese Art fadenförmige Fühler.

## Geographische Verbreitung und Vorkommen
Crocota niveata kommt in Österreich in der steirisch-kärntnerisch-salzburgischen Ostalpenregion sowie in Teilen Rumäniens vor. Die Art bewohnt Almwiesen und gebirgige Gebiete, wobei Höhenlagen zwischen 1500 und 2200 Metern bevorzugt werden.

## Lebensweise
Die Falter sind tagaktiv und ruhen gerne unter den Blättern von Heidelbeeren (Vaccinium myrtillus). Hauptflugzeit sind die Monate Juni und Juli. Die Raupen leben ab dem Spätsommer polyphag an niedrigen Pflanzen und überwintern.

## Gefährdung
Die Art fehlt in den deutschen Bundesländern. Ältere Angaben über Funde in Baden-Württemberg beruhen auf Fehlbestimmungen.